# Joyce Thies
Joyce Thies es una autora de novelas románticas estadounidense. Joyce comenzó su carrera como coautora de Janet Bieber, bajo los seudónimos de Janet Joyce y Jenna Lee Joyce, bajo esos seudónimos escibrieron más de una quincena de novelas (6 de las cuales han sido traducidas a la español). Después comenzó a escribir novelas románticas bajo su propio nombre y ha publicado una docena de novelas románticas (6 de las cuales están traducidas a español).

### Como Joyce Thies

#### Novelas independientes
- Territorial Rgts	1984/06
- Still Waters, 1987/01
- Spellbound	1987/03 (Hechizado, 1988/01)
- False pretenses	1987/05 (Una aventura inesperada, 1988/03)
- The primorose path	1987/08 (La dama escarlata, 1988/12)
- Moon of the raven	1988/05
- Reach for the moon	1988/07 (Perseguir un sueño, 1991/02)
- Call Down the Moon	1989/04
- Pride and joy	1991/01 (Cuestión de orgullo, 1992/09)

#### Hubbard Series(Serie Hubbard)
1. King of the mountain	1990/01 (El señor de la montaña, 1991/05)
2. The drifter	1991/03